# Dachgrat

Dachgrate (grün, 7), Verfallsgrat (grün, 17) und Kehlen (gelb, 6). Jeweils zwei Grate (grün, 7) treffen sich mit der Firstlinie (rosa, 5) im Anfallspunkt. Die Grate enden unten entweder am Ortgang (hellblau, 9) oder an der Traufe (blau, 8).

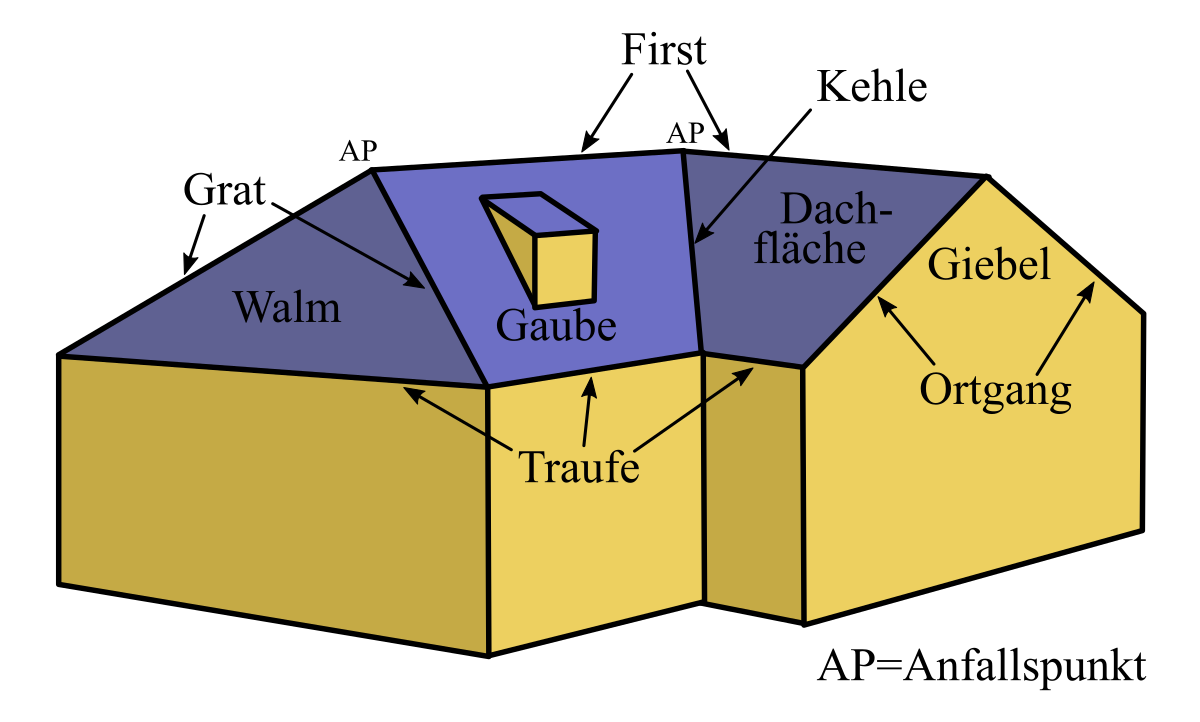
Teile eines Daches.

Der Dachgrat, meist kurz Grat, ist eine Außenkante an einem geneigten Dach. Er entsteht, wenn zwei Dachflächen in einem Winkel über null Grad und unter 180 Grad sich gegenüber stehen, aneinanderstoßen. Die Kehle ist demgegenüber eine Innenkante.
Als Verfallung, auch Verfallsgrat, wird ein Grat bei zusammengesetzten Dachflächen bezeichnet, wenn dieser von einem höheren First zu einem tiefer gelegenen „fällt“.
Bei hölzernen Dachkonstruktionen wird der Grat konstruktiv in der Regel durch einen Gratsparren gebildet.
Die Lage von Graten und Verfallsgraten kann durch die Dachausmittlung zeichnerisch festgelegt werden.